# フロム・ソフトウェア
株式会社フロム・ソフトウェア（英: FromSoftware, Inc.）は、日本のコンピュータゲームソフト制作会社。株式会社KADOKAWAの連結子会社。コンピュータエンターテインメント協会正会員。

## 概要
1986年11月創業。当初は大型汎用コンピュータ向けを中心としたビジネスアプリケーション開発を手がけており、豚の餌やり管理といった農業系アプリケーションも開発していたという。そのため、取引先のこともあって、業界では珍しくスーツ姿で仕事をし、訪れた人が不思議がっていたという逸話がある。
のちにコンピュータゲーム業界への参入を目指し、開発研究。1990年代初め頃にパソコン用3Dゲームソフトウェアの制作を行ったが未完成に終わる。その経験と成果を元に1994年よりPlayStation用ゲームソフトウェアの制作を開始し、同年12月にデビュー作となる3DリアルタイムRPG『キングスフィールド』を発売。それ以後複数のプラットフォームでゲームソフトウェアを発売していく。
2014年4月28日、KADOKAWAの株式取得により、同社の子会社となることが明らかとなり、同年5月21日に株式取得が実施された。
ゲームソフトの作風としては、作中でストーリーや設定について多くを語らない傾向があり、それらを考察する熱心なファンは"フロム脳"と呼ばれる事がある。

## 沿革
- 1986年11月 - 東京都渋谷区笹塚に株式会社フロム・ソフトウェアを設立。ビジネスアプリケーション開発を展開。
- 1994年 - 家庭用ゲーム機「PlayStation」の登場に合わせて、ゲームソフトウェア開発に参入。
- 1999年 - 家庭用ゲーム機「ドリームキャスト」に参入。
- 2000年 
  - 家庭用ゲーム機「PlayStation 2」に参入。
  - 6月 - ドワンゴとの合弁会社「株式会社フロム・ネットワークス」を設立。
- 2002年 - 家庭用ゲーム機「ニンテンドー ゲームキューブ」、「Xbox」に参入。
- 2004年 - 携帯電話用ゲームソフトウェア開発に参入。携帯用ゲーム機「PlayStation Portable」に参入。
- 2006年 - 家庭用ゲーム機「Xbox 360」、「PlayStation 3」、携帯用ゲーム機「ニンテンドーDS」に参入。7月と9月に第三者割当増資を実施。
- 2007年 - トランスコスモス、産業経済新聞社との合弁会社「株式会社ココア(Co-Core Inc.)」を設立。
- 2008年
  - 5月 - 株式分割を実施。
  - 家庭用ゲーム機「Wii」に参入。
- 2010年 - トランスコスモスの連結子会社となる。
- 2011年11月 - 公式サウンドレーベル「FROMSOUND RECORDS」第一弾を発売。
- 2014年5月 - 株式会社KADOKAWA（現KADOKAWA KEY-PROCESS）の子会社となる。代表取締役会長に角川ゲームスの社長の安田善巳が、代表取締役社長に宮崎英高がそれぞれ就任。前代表取締役社長の神直利は相談役に就任した。
- 2015年10月 - 福岡スタジオを開設。
- 2017年7月 - 代表取締役会長の安田善巳が退任[7]。
- 2019年7月 - 株式会社KADOKAWA（現KADOKAWA KEY-PROCESS）の会社分割により株式会社KADOKAWA（2代目、旧カドカワ株式会社）の子会社となる。
- 2022年9月 - KADOKAWAが、フロム・ソフトウェアによるテンセント子会社のSixjoy Hong Kong Limited及びソニー・インタラクティブエンタテインメントを割当先とする第三者割当増資を行い、363億9955万円の資金調達を行うことを発表[8][9]。本第三者割当によるKADOKAWA連結グループからの異動はない。
- 2023年8月 - 本社を東京都渋谷区笹塚2丁目26番2号 いちご笹塚ビルから東京都新宿区北新宿2丁目21番1号 新宿フロントタワーへ移転[10]。

## ゲームソフトウェア
| 発売日(日本) | 発売日(日本) | タイトル                                                                     | プラットフォーム                                                      | 発売元                                                                               |
| ------------ | ------------ | ---------------------------------------------------------------------------- | --------------------------------------------------------------------- | ------------------------------------------------------------------------------------ |
| 1994         | 12月16日     | キングスフィールド                                                           | PlayStation                                                           | フロム・ソフトウェア                                                                 |
| 1995         | 7月21日      | キングスフィールドII                                                         | PlayStation                                                           | フロム・ソフトウェア                                                                 |
| 1996         | 6月21日      | キングスフィールドIII                                                        | PlayStation                                                           | フロム・ソフトウェア                                                                 |
| 1997         | 7月10日      | アーマード・コア                                                             | PlayStation                                                           | フロム・ソフトウェア                                                                 |
| 1997         | 12月4日      | アーマード・コア プロジェクトファンタズマ                                    | PlayStation                                                           | フロム・ソフトウェア                                                                 |
| 1998         | 6月25日      | シャドウタワー                                                               | PlayStation                                                           | フロム・ソフトウェア                                                                 |
| 1998         | 8月13日      | エコーナイト                                                                 | PlayStation                                                           | フロム・ソフトウェア                                                                 |
| 1999         | 2月4日       | アーマード・コア マスターオブアリーナ                                        | PlayStation                                                           | フロム・ソフトウェア                                                                 |
| 1999         | 6月17日      | スプリガン ルナヴァース                                                      | PlayStation                                                           | フロム・ソフトウェア                                                                 |
| 1999         | 7月15日      | フレームグライド                                                             | ドリームキャスト                                                      | フロム・ソフトウェア                                                                 |
| 1999         | 8月5日       | エコーナイト#2 眠りの支配者                                                  | PlayStation                                                           | フロム・ソフトウェア                                                                 |
| 2000         | 3月4日       | エターナルリング                                                             | PlayStation 2                                                         | フロム・ソフトウェア                                                                 |
| 2000         | 4月27日      | エヴァーグレイス                                                             | PlayStation 2                                                         | フロム・ソフトウェア                                                                 |
| 2000         | 8月3日       | アーマード・コア2                                                            | PlayStation 2                                                         | フロム・ソフトウェア                                                                 |
| 2000         | 12月7日      | くりクリミックス                                                             | PlayStation 2                                                         | フロム・ソフトウェア                                                                 |
| 2001         | 4月12日      | アーマード・コア2 アナザーエイジ                                             | PlayStation 2                                                         | フロム・ソフトウェア                                                                 |
| 2001         | 6月21日      | エヴァーグレイス2                                                            | PlayStation 2                                                         | フロム・ソフトウェア                                                                 |
| 2001         | 10月4日      | キングスフィールドIV                                                         | PlayStation 2                                                         | フロム・ソフトウェア                                                                 |
| 2002         | 4月4日       | アーマード・コア3                                                            | PlayStation 2                                                         | フロム・ソフトウェア                                                                 |
| 2002         | 4月25日      | RUNE                                                                         | ニンテンドー ゲームキューブ                                           | フロム・ソフトウェア                                                                 |
| 2002         | 7月25日      | 叢-MURAKUMO-                                                                 | XBOX                                                                  | フロム・ソフトウェア                                                                 |
| 2002         | 12月12日     | O・TO・GI 〜御伽〜                                                           | XBOX                                                                  | フロム・ソフトウェア                                                                 |
| 2003         | 1月23日      | アーマード・コア3 サイレントライン                                           | PlayStation 2                                                         | フロム・ソフトウェア                                                                 |
| 2003         | 3月20日      | Thousand Land                                                                | XBOX                                                                  | フロム・ソフトウェア                                                                 |
| 2003         | 4月24日      | 天誅 参                                                                      | PlayStation 2                                                         | フロム・ソフトウェア                                                                 |
| 2003         | 5月23日      | RUNE II 〜コルテンの鍵の秘密〜                                               | ニンテンドー ゲームキューブ                                           | フロム・ソフトウェア                                                                 |
| 2003         | 10月23日     | シャドウタワー アビス                                                        | PlayStation 2                                                         | フロム・ソフトウェア                                                                 |
| 2003         | 12月25日     | O・TO・GI 〜百鬼討伐絵巻〜                                                   | XBOX                                                                  | フロム・ソフトウェア                                                                 |
| 2004         | 1月14日      | キングスフィールド                                                           | 携帯電話アプリ                                                        | フロム・ソフトウェア                                                                 |
| 2004         | 1月14日      | 天誅 彩女の章                                                                | 携帯電話アプリ                                                        | フロム・ソフトウェア                                                                 |
| 2004         | 1月22日      | ネビュラ -エコーナイト-                                                      | PlayStation 2                                                         | フロム・ソフトウェア                                                                 |
| 2004         | 3月18日      | アーマード・コア ネクサス                                                    | PlayStation 2                                                         | フロム・ソフトウェア                                                                 |
| 2004         | 4月1日       | 九怨                                                                         | PlayStation 2                                                         | フロム・ソフトウェア                                                                 |
| 2004         | 4月14日      | キングスフィールド EX                                                        | 携帯電話アプリ                                                        | フロム・ソフトウェア                                                                 |
| 2004         | 5月13日      | アーマード・コア モバイル ミッション                                         | 携帯電話アプリ                                                        | フロム・ソフトウェア                                                                 |
| 2004         | 7月22日      | 天誅 紅                                                                      | PlayStation 2                                                         | フロム・ソフトウェア                                                                 |
| 2004         | 9月1日       | 叢 -MURAKUMO-                                                                | 携帯電話アプリ                                                        | フロム・ソフトウェア                                                                 |
| 2004         | 10月28日     | アーマード・コア ナインブレイカー                                            | PlayStation 2                                                         | フロム・ソフトウェア                                                                 |
| 2004         | 12月12日     | アーマード・コア フォーミュラフロント                                        | PlayStation Portable                                                  | フロム・ソフトウェア                                                                 |
| 2004         | 12月22日     | METAL WOLF CHAOS                                                             | XBOX                                                                  | フロム・ソフトウェア                                                                 |
| 2005         | 1月13日      | 義経英雄伝                                                                   | PlayStation 2                                                         | フロム・ソフトウェア                                                                 |
| 2005         | 1月27日      | Another Century's Episode                                                    | PlayStation 2                                                         | バンプレスト                                                                         |
| 2005         | 3月3日       | アーマード・コア フォーミュラフロント                                        | PlayStation 2                                                         | フロム・ソフトウェア                                                                 |
| 2005         | 7月28日      | 天誅 忍大全                                                                  | PlayStation Portable                                                  | フロム・ソフトウェア                                                                 |
| 2005         | 8月4日       | アーマード・コア ラストレイヴン                                              | PlayStation 2                                                         | フロム・ソフトウェア                                                                 |
| 2005         | 8月18日      | 天誅 忍術皆伝                                                                | 携帯電話アプリ                                                        | フロム・ソフトウェア                                                                 |
| 2005         | 10月27日     | 義経英雄伝修羅                                                               | PlayStation 2                                                         | フロム・ソフトウェア                                                                 |
| 2005         | 10月27日     | アーマード・コア モバイル 2                                                  | 携帯電話アプリ                                                        | フロム・ソフトウェア                                                                 |
| 2005         | 11月7日      | アーマード・コア：：モバイルオンライン                                       | 携帯電話アプリ                                                        | フロム・ソフトウェア                                                                 |
| 2005         | 11月15日     | キングスフィールド モバイル Ⅱ                                                | 携帯電話アプリ                                                        | フロム・ソフトウェア                                                                 |
| 2006         | 1月12日      | 【eM】-eNCHANT arM-                                                          | Xbox 360                                                              | フロム・ソフトウェア                                                                 |
| 2006         | 3月30日      | Another Century's Episode 2                                                  | PlayStation 2                                                         | バンプレスト                                                                         |
| 2006         | 4月6日       | 天誅 DARK SHADOW                                                             | ニンテンドーDS                                                        | フロム・ソフトウェア                                                                 |
| 2006         | 6月29日      | クロムハウンズ                                                               | Xbox 360                                                              | セガ                                                                                 |
| 2006         | 7月20日      | キングスフィールド アディショナルI                                           | PlayStation Portable                                                  | フロム・ソフトウェア                                                                 |
| 2006         | 8月16日      | ナノデビル                                                                   | 携帯電話アプリ                                                        | フロム・ソフトウェア                                                                 |
| 2006         | 8月24日      | キングスフィールド アディショナルII                                          | PlayStation Portable                                                  | フロム・ソフトウェア                                                                 |
| 2006         | 9月14日      | キオクポリゴン                                                               | 携帯電話アプリ                                                        | フロム・ソフトウェア                                                                 |
| 2006         | 10月5日      | 天誅 千乱                                                                    | Xbox 360                                                              | フロム・ソフトウェア                                                                 |
| 2006         | 12月7日      | 天誅 戦国秘録                                                                | 携帯電話アプリ                                                        | フロム・ソフトウェア                                                                 |
| 2006         | 12月22日     | アーマード・コア4                                                            | PlayStation 3                                                         | フロム・ソフトウェア                                                                 |
| 2007         | 1月25日      | ENCHANT ARM                                                                  | PlayStation 3                                                         | フロム・ソフトウェア                                                                 |
| 2007         | 1月25日      | アーマード・コア モバイル 3                                                  | 携帯電話アプリ                                                        | フロム・ソフトウェア                                                                 |
| 2007         | 3月22日      | アーマード・コア4                                                            | Xbox 360                                                              | フロム・ソフトウェア                                                                 |
| 2007         | 6月28日      | くりクリDS おたすけアイランド                                                | ニンテンドーDS                                                        | フロム・ソフトウェア                                                                 |
| 2007         | 7月26日      | ハローキティのおしゃれパーティー サンリオキャラクターずかんDS                | ニンテンドーDS                                                        | 3 O'CLOCK（フロム・ソフトウェア）                                                    |
| 2007         | 8月23日      | ビックリマン大事典                                                           | ニンテンドーDS                                                        | 3 O'CLOCK（フロム・ソフトウェア）                                                    |
| 2007         | 9月6日       | Another Century's Episode 3 THE FINAL                                        | PlayStation 2                                                         | バンプレスト                                                                         |
| 2008         | 2月28日      | アーマード・コア モバイル 4                                                  | 携帯電話アプリ                                                        | フロム・ソフトウェア                                                                 |
| 2008         | 3月19日      | アーマード・コア フォーアンサー                                              | PlayStation 3 Xbox 360                                                | フロム・ソフトウェア                                                                 |
| 2008         | 8月1日       | 男だらけの水泳大会                                                           | 携帯電話アプリ                                                        | フロム・ソフトウェア                                                                 |
| 2008         | 8月7日       | ロンQ！ハイランド in DS プープー星人現る！！出ケツ大サービス！おならの祭典SP | ニンテンドーDS                                                        | 3 O'CLOCK（フロム・ソフトウェア）                                                    |
| 2008         | 10月8日      | Shadow Assault 〜TENCHU〜                                                    | Xbox 360                                                              | フロム・ソフトウェア                                                                 |
| 2008         | 10月23日     | 天誅 4                                                                       | Wii                                                                   | フロム・ソフトウェア                                                                 |
| 2009         | 1月22日      | 犬神家の一族                                                                 | ニンテンドーDS                                                        | フロム・ソフトウェア                                                                 |
| 2009         | 1月29日      | ニンジャブレイド                                                             | Xbox 360 Windows（Games for Windows）                                 | フロム・ソフトウェア                                                                 |
| 2009         | 2月5日       | Demon's Souls                                                                | PlayStation 3                                                         | ソニー・コンピュータエンタテインメント バンダイナムコゲームス（海外） アトラス（US） |
| 2009         | 4月23日      | 八つ墓村                                                                     | ニンテンドーDS                                                        | フロム・ソフトウェア                                                                 |
| 2009         | 6月11日      | 己の信ずる道を征け                                                           | PlayStation Portable                                                  | フロム・ソフトウェア                                                                 |
| 2009         | 7月30日      | 風雲 新撰組 -幕末伝- Portable                                                | PlayStation Portable                                                  | フロム・ソフトウェア                                                                 |
| 2009         | 11月5日      | 3Dドットゲームヒーローズ                                                     | PlayStation 3                                                         | フロム・ソフトウェア                                                                 |
| 2010         | 8月19日      | Another Century's Episode:R                                                  | PlayStation 3                                                         | バンダイナムコゲームス                                                               |
| 2010         | 8月26日      | モンハン日記 ぽかぽかアイルー村                                              | PlayStation Portable                                                  | カプコン                                                                             |
| 2011         | 1月13日      | Another Century's Episode Portable                                           | PlayStation Portable                                                  | バンダイナムコゲームス                                                               |
| 2011         | 9月22日      | DARK SOULS                                                                   | PlayStation 3 Xbox 360（日本非売） Windows（Games for Windows LIVE）  | フロム・ソフトウェア                                                                 |
| 2012         | 1月26日      | アーマード・コアV                                                            | PlayStation 3 Xbox 360                                                | フロム・ソフトウェア                                                                 |
| 2012         | 3月8日       | 機動戦士ガンダムUC                                                           | PlayStation 3                                                         | バンダイナムコゲームス                                                               |
| 2012         | 6月21日      | 重鉄騎                                                                       | Xbox 360                                                              | カプコン                                                                             |
| 2013         | 9月26日      | ARMORED CORE VERDICT DAY                                                     | PlayStation 3 Xbox 360                                                | フロム・ソフトウェア                                                                 |
| 2014         | 3月13日      | DARK SOULS II                                                                | PlayStation 3 Xbox 360 PlayStation 4 Xbox One Windows（Steam）        | フロム・ソフトウェア                                                                 |
| 2015         | 3月26日      | Bloodborne                                                                   | PlayStation 4                                                         | ソニー・コンピュータエンタテインメント                                               |
| 2015         | 9月10日      | モンハン日記 ぽかぽかアイルー村DX                                            | Nintendo 3DS                                                          | カプコン                                                                             |
| 2016         | 3月17日      | 機動戦士ガンダム U.C.カードビルダー                                          | アーケードゲーム                                                      | バンダイナムコエンターテインメント                                                   |
| 2016         | 3月24日      | DARK SOULS III                                                               | PlayStation 4 Xbox One Windows（Steam）                               | フロム・ソフトウェア                                                                 |
| 2018         | 5月24日      | DARK SOULS REMASTERED                                                        | PlayStation 4 Xbox One Windows（Steam）                               | フロム・ソフトウェア                                                                 |
| 2018         | 10月18日     | DARK SOULS REMASTERED                                                        | Nintendo Switch                                                       | フロム・ソフトウェア                                                                 |
| 2018         | 11月8日      | Déraciné                                                                     | PlayStation VR                                                        | ソニー・インタラクティブエンタテインメント                                           |
| 2019         | 3月22日      | SEKIRO: SHADOWS DIE TWICE                                                    | PlayStation 4 Xbox One Windows（Steam）                               | フロム・ソフトウェア アクティビジョン（海外）                                        |
| 2019         | 8月6日       | METAL WOLF CHAOS XD                                                          | PlayStation 4 Xbox One Windows（Steam）                               | フロム・ソフトウェア Devolver Digital（海外）                                        |
| 2022         | 2月25日      | ELDEN RING                                                                   | PlayStation 4 PlayStation 5 Xbox One Xbox Series X/S Windows（Steam） | フロム・ソフトウェア バンダイナムコエンターテインメント（海外）                      |
| 2023         | 8月25日      | ARMORED CORE VI FIRES OF RUBICON                                             | PlayStation 4 PlayStation 5 Xbox One Xbox Series X/S Windows（Steam） | フロム・ソフトウェア バンダイナムコエンターテインメント（海外）                      |
| 2025         | 5月30日      | ELDEN RING NIGHTREIGN                                                        | PlayStation 4 PlayStation 5 Xbox One Xbox Series X/S Windows（Steam） | フロム・ソフトウェア バンダイナムコエンターテインメント（海外）                      |
| 2026         | 未公表       | THE DUSKBLOODS                                                               | Nintendo Switch 2                                                     | 任天堂                                                                               |

## 関連人物
- 神直利（相談役、元代表取締役社長）
- 宮崎英高（代表取締役社長）
- 衛藤英幸
- 安田善巳（元代表取締役会長）
- 星野康太
- 柳瀬敬之（元社員）
- 土屋昇平（元社員）